# جی. ال. آستین
جان لانگشاو آستین (به انگلیسی: John Langshaw Austin) (۱۹۱۱ - ۱۹۶۰)، فیلسوف انگلیسی و چهرهٔ برجستهٔ مکتب فلسفی زبان روزمره و بنیان‌گذار نگرهٔ کنش گفتاری بود.
او در مدرسهٔ شروزبوری فیلولوژی کلاسیک را فرا گرفت و از سال ۱۹۲۹ در دانشگاه آکسفورد به تحصیل فلسفهٔ یونان باستان به‌ویژه ارسطو پرداخت. از سال ۱۹۳۳ آستین به‌عنوان مدرس در دانشگاه آکسفورد مشغول به کار شد و به فلسفهٔ افلاطون، لایبنیتس و ایمانوئل کانت پرداخت. پس از جنگ جهانی دوم سمینارهایی موسوم به «شنبه صبح» را برگزار کرد، که در آن بیش از همه درباره نگره‌های ویتگنشتاین، فرگه و نوآم چامسکی بحث می‌شد.
آستین در ۴۸ سالگی بر اثر سرطان ریه درگذشت.

## نگره کنش گفتاری
نگرهٔ کنش گفتاری آستین در کتابی به‌نام "کلمات چگونه کار می‌کنند؟" منتشر شد، که عبارت از مجموعه مقالات تدریسی او در آکسفورد بود. نگرهٔ آستین با تحلیل انواع مختلف کارهایی آغاز می‌شود، که می‌توانیم با کلمات بکنیم. دیر زمانی است، فیلسوفان بر این باور اند، که زبان به کار گرفته می‌شود، تا جهان را بازنماید، یعنی نشان دهد که چه هست و چه نیست. به همین دلیل، مفهوم حقیقت، مفهومی مرکزی در فلسفهٔ زبان بوده است. اما آستین، مانند ویتگنشتاین متأخر، مصمم است، تا بسیاری از کارهای دیگری را که با کلمات می‌توانیم انجام دهیم، نشان دهد. ما تنها چیزها را آن‌گونه که هستند بازنمایی نمی‌کنیم، بلکه پرسش می‌کنیم، فرمان می‌دهیم، لطیفه می‌گوییم، وعده می‌دهیم، پیشنهاد می‌کنیم، پند می‌دهیم، تشویق و تهدید می‌نماییم و همهٔ این‌ها با استفاده از کلمات انجام می‌شود.
آستین در ادامه، تمایز سه‌گانه‌ای میان اشکال مختلف کنش‌های گفتاری رسم می‌کند. در شکل نخست، کلمات معنای روشن و متعارفی دارند. این جمله که «گربه روی فرش نشسته است» به یک گربه، یک فرش و ربط میان آنها، که نشستن یکی روی دیگری است، اشاره می‌کند. معنای متعارف آن چیزی است که در یک کنش گفتاری خاص گفته می‌شود. آستین به این کنش، نام فنی کنش بیانی می‌دهد. در شکل دوم، فرد با گفتن کلمات خاصی، به‌واقع، موجب وقوع عملی می‌شود— مثلاً فرد با گفتن «بله» به هنگام عقد، پیمانی را می‌پذیرد، با گفتن «می‌شود این کار را انجام دهید؟» خواسته‌ای را مطرح می‌کند و با گفتن «انجامش بده» فرمان به انجام کاری می‌دهد. آستین این کنش‌های گفتاری را کنش غیربیانی می‌نامد. نهایتاً در شکل سوم، در پی گفتن چیزی، اغلب عملی انجام می‌شود، مثلاً با گفتن «بله»، فردی ازدواج می‌کند، و با گفتن «من این جنس را با قیمت مناسب‌تری نسبت به مغازهٔ روبه‌رو به شما می‌فروشم»، خریداری به خرید جنسی قانع می‌شود و… آستین به این کنش‌ها، کنش فراعبارتی می‌گوید.

## تألیفات
Philosophical Papers, Clarendon Press, 1961
How to Do Things with Words.Harvard University in 1955/Clarendon Press, Oxford 1962
Sense and Sensibilia, Oxford University Press, 1964